# Claie
Claie – rzeka we Francji, przepływająca przez teren departamentu Morbihan, o długości 61,6 km. Stanowi prawy dopływ rzeki Oust.